# Evaristo Felice Dall'Abaco
Evaristo Felice Dall'Abaco, född 12 juli 1675 i Verona, död 12 juli 1742 i München, var en italiensk kompositör.

## Biografi
Dall'Abaco var verksam i Modena 1696-1701, blev kammarmusiker 1704 och konsertmästare vid hovet i München 1717, sedan han följt sin landsflyktige kurfurste Max Emanuel till Belgien och Frankrike. Han var en framstående virtuos på violoncell. Dall'Abaco skrev sonater och konserter för fiol, kyrkokonserter, kyrko- och kammarsonater samt världsliga concerti. Stilistiskt var han besläktad med Arcangelo Corelli och var tillsammans med denne den yppersta representanten för det tidiga 1700-talets italienska kammarmusik. 
Ett urval av hans sonater och kyrkokonserter för stråkinstrument gavs ut 1900 tillsammans med en biografi av Adolf Sandberger.